# A Norfolk-sziget madárfajainak listája

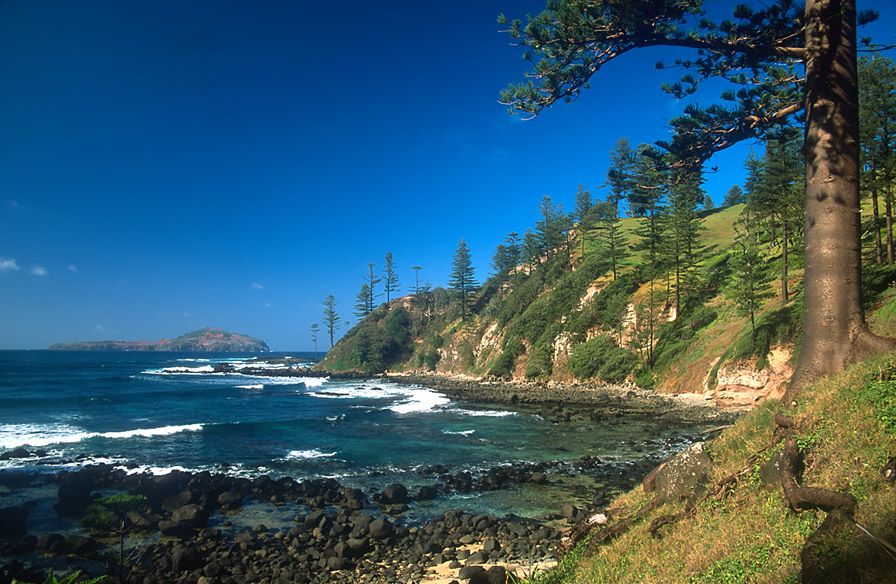
Norfolk-szigeti táj.

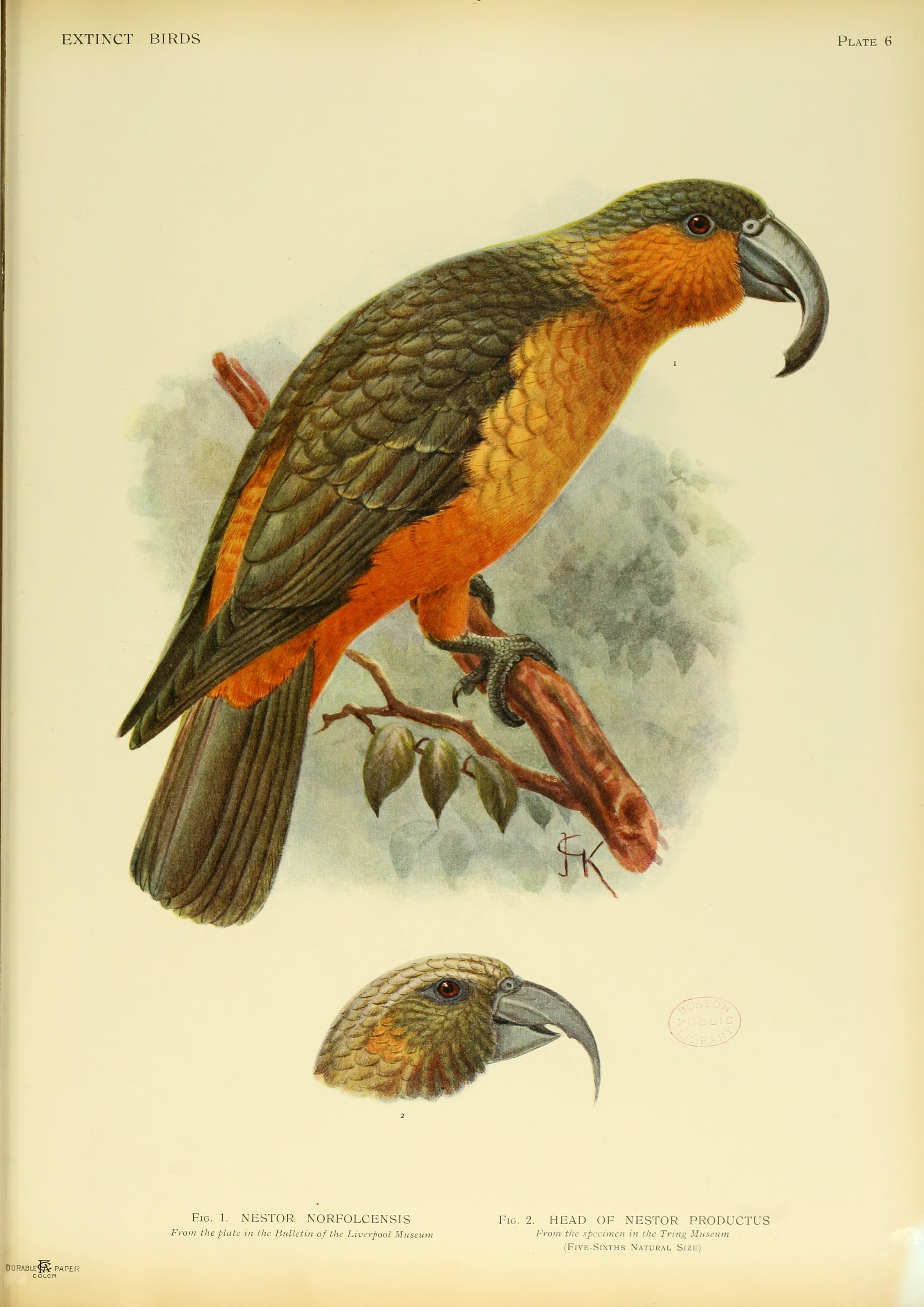
A kihalt norfolk-szigeti kaka rajza.

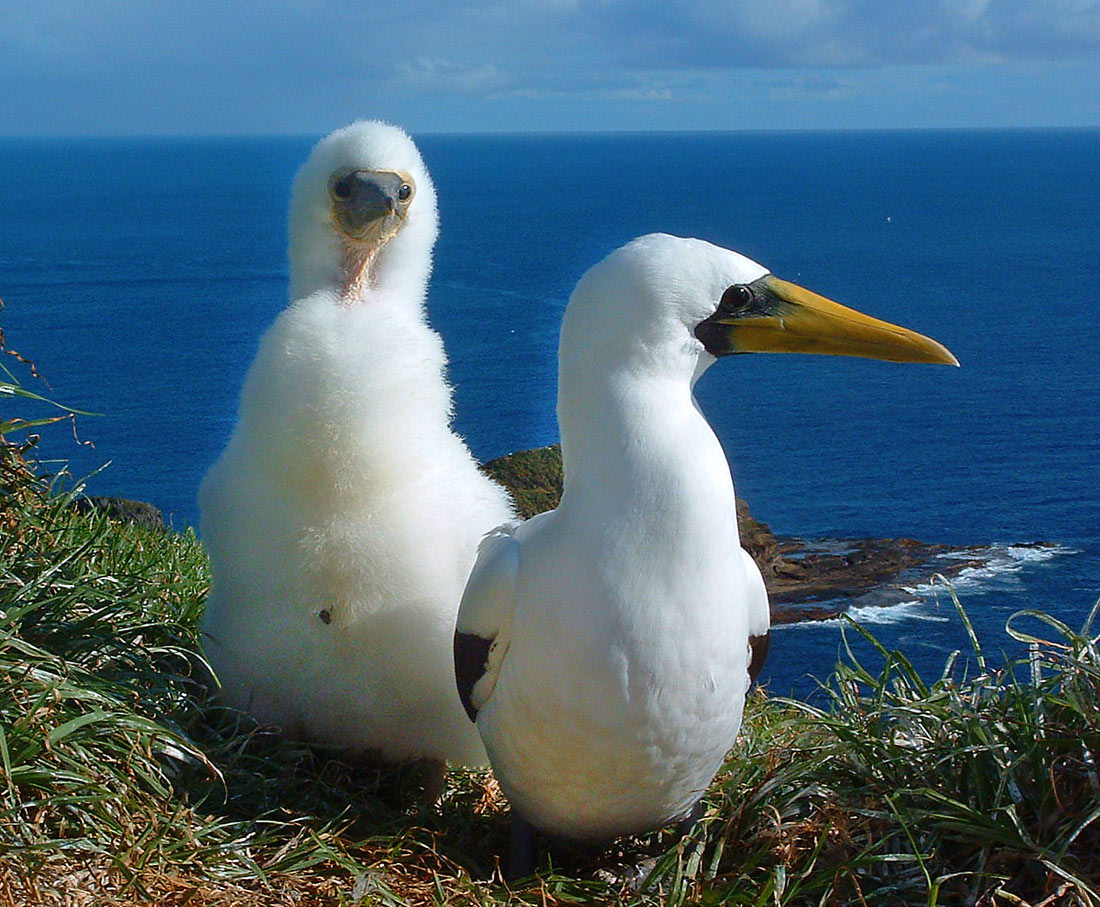
A norfolk-szigeti álarcos szulák.

Ez a lista a Norfolk-sziget  madárfajait tartalmazza:

## Récefélék
| Récefélék           |                     |                   |
| Sarlós fütyülőlúd   | Dendrocygna eytoni  | Ritka, véletlen.  |
| Nyári lúd           | Anser anser         | betelepített faj. |
| Fekete hattyú       | Cygnus atratus      | Ritka, véletlen.  |
| Ausztrál ásólúd     | Tadorna tadornoides | Ritka, véletlen.  |
| Tőkés réce          | Anas platyrhynchos  | Betelepített faj. |
| Szemöldökös réce    | Anas superciliosa   |                   |
| Ausztrál cigányréce | Aythya australis    | Ritka, véletlen.  |

## Albatroszfélék
| Albatroszfélék      |                          |                                       |
| Laysan-albatrosz    | Phoebastria immutabilis  | Ritka, véletlen. Állapota sérülékeny. |
| Vándoralbatrosz     | Diomedea exulans         |                                       |
| Dolmányos albatrosz | Thalassarche melanophrys | Ritka, véletlen.                      |

## Viharmadárfélék
| Viharmadárfélék               |                        |                      |
| Galambhojsza                  | Daption capense        |                      |
| Solander-viharmadár           | Pterodroma solandri    | Állapota sérülékeny. |
| Kermadec-szigeteki viharmadár | Pterodroma neglecta    |                      |
| Pterodroma cervicalis         | Pterodroma cervicalis  |                      |
| Feketeszárnyú viharmadár      | Pterodroma nigripennis |                      |
| Pycroft-viharmadár            | Pterodroma pycrofti    | Állapota sérülékeny. |
| ékfarkú viharmadár            | Puffinus pacificus     |                      |
| Towsend-vészmadár             | Puffinus auricularis   | Ritka, véletlen.     |
| kis vészmadár                 | Puffinus assimilis     |                      |
| Piroslábú vészmadár           | Puffinus carneipes     | Ritka, véletlen.     |

## Vöcsökfélék
| Vöcsökfélék        |                             |                  |
| Vöröspofájú vöcsök | Tachybaptus novaehollandiae | Ritka, véletlen. |

## Íbiszfélék
| Íbiszfélék           |                          |                  |
| Malukui íbisz        | Threskiornis molucca     | Ritka, véletlen. |
| Tüskésnyakú íbisz    | Threskiornis spinicollis | Ritka, véletlen. |
| Királykanalasgém     | Platalea regia           | Ritka, véletlen. |
| Sárgalábú kanalasgém | Platalea flavipes        | Ritka, véletlen. |

## Gémfélék
| Gémfélék       |                         |                  |
| Pásztorgém     | Bubulcus ibis           |                  |
| Fehérnyakú gém | Ardea pacifica          | Ritka, véletlen. |
| Nagy kócsag    | Ardea alba              | Ritka, véletlen. |
| Közepes kócsag | Egretta intermedia      | Ritka, véletlen. |
| Fehérarcú gém  | Egretta novaehollandiae |                  |
| Kis kócsag     | Egretta garzetta        | Ritka, véletlen. |

## Trópusimadár-félék
| Trópusimadár-félék      |                     |  |
| Vörösfarkú trópusimadár | Phaethon rubricauda |  |
| Fehérfarkú trópusimadár | Phaethon lepturus   |  |

## Fregattmadárfélék
| Fregattmadárfélék   |               |                  |
| Indiai fregattmadár | Fregata ariel | Ritka, véletlen. |

## Gödényfélék
| Gödényfélék      |                          |                  |
| Ausztrál pelikán | Pelecanus conspicillatus | Ritka, véletlen. |

## Szulafélék
| Szulafélék      |                  |                  |
| Ausztrál szula  | Morus serrator   |                  |
| Álarcos szula   | Sula dactylatra  |                  |
| Fehérhasú szula | Sula leucogaster | Ritka, véletlen. |

## Kárókatonafélék
| Kárókatonafélék            |                            |                  |
| Fekete-fehér törpekormorán | Phalacrocorax melanoleucos | Ritka, véletlen  |
| Fekete kárókatona          | Phalacrocorax sulcirostris | Ritka, véletlen  |
| Nagy kárókatona            | Phalacrocorax carbo        | Ritka, véletlen. |

## Sólyomfélék
| Sólyomfélék     |                   |  |
| Ausztrál vércse | Falco cenchroides |  |

## Vágómadárfélék
| Vágómadárfélék   |                     |                  |
| Mocsári rétihéja | Circus approximans  |                  |
| Örvös héja       | Accipiter fasciatus | Ritka, véletlen. |

## Guvatfélék
| Guvatfélék           |                          |                  |
| Szalagos guvat       | Gallirallus philippensis |                  |
| Déltengeri vízicsibe | Porzana tabuensis        |                  |
| Kék fú               | Porphyrio porphyrio      |                  |
| Szárcsa              | Fulica atra              | Ritka, véletlen. |

## Csigaforgatófélék
| Csigaforgatófélék     |                         |                  |
| Ausztrál csigaforgató | Haematopus longirostris | Ritka, véletlen. |

## Gulipánfélék
| Gulipánfélék      |                               |                  |
| Gólyatöcs         | Himantopus himantopus         | Ritka, véletlen. |
| Vörösfejű gulipán | Recurvirostra novaehollandiae | Ritka, véletlen. |

## Lilefélék
| Lilefélék          |                      |                  |
| Álarcos bíbic      | Vanellus miles       | Ritka, véletlen. |
| Ázsiai pettyeslile | Pluvialis fulva      |                  |
| Maori lile         | Charadrius bicinctus |                  |
| Tibeti lile        | Charadrius mongolus  | Ritka, véletlen. |

## Szalonkafélék
| Szalonkafélék         |                           |                  |
| Latham-sárszalonka    | Gallinago hardwickii      | Ritka, véletlen  |
| Feketeszárnyú goda    | Limosa haemastica         | Ritka, véletlen. |
| Kis goda              | Limosa lapponica          |                  |
| Kis póling            | Numenius phaeopus         |                  |
| Távol-keleti póling   | Numenius madagascariensis |                  |
| Szürke cankó          | Tringa nebularia          | Ritka, véletlen. |
| Terekcankó            | Xenus cinereus            | Ritka, véletlen. |
| Szibériai vándorcankó | Heteroscelus brevipes     | Ritka, véletlen. |
| Heteroscelus incanus  | Heteroscelus incanus      | Ritka, véletlen. |
| Kőforgató             | Arenaria interpres        |                  |
| Sarki partfutó        | Calidris canutus          | Ritka, véletlen. |
| Rozsdástorkú partfutó | Calidris ruficollis       |                  |
| Hegyesfarkú partfutó  | Calidris acuminata        | Ritka, véletlen. |

## Sirályfélék
| Sirályfélék         |                        |                  |
| Ausztrál sirály     | Larus novaehollandiae  |                  |
| Fehérmellű csér     | Sterna striata         | Ritka, véletlen. |
| Füstös csér         | Sterna fuscata         |                  |
| Fehérszárnyú szerkő | Chlidonias leucopterus | Ritka, véletlen. |
| Barna noddi         | Anous stolidus         |                  |
| Fekete noddi        | Anous minutus          |                  |
| Ezüstnoddi          | Procelsterna cerulea   |                  |
| Tündércsér          | Gygis alba             |                  |

## Galambfélék
| Galambfélék             |                           |                                                         |
| Szirti galamb           | Columba livia             | Betelepített faj.                                       |
| Zöldszárnyú galamb      | Chalcophaps indica        |                                                         |
| Ptilinopus regina       | Ptilinopus regina         | Ritka, véletlen.                                        |
| Kétszínű gyümölcsgalamb | Ducula bicolor            |                                                         |
| Óriás-gyümölcsgalamb    | Hemiphaga novaeseelandiae | Kihalt. Utolsó példányát 1901 körül látták felbukkanni. |

## Papagájfélék
| Papagájfélék                  |                     |                                                                        |
| Norfolk-szigeti kaka          | Nestor productus    | Kihalt. Utolsó példánya 1851-ben londoni kalitkamadárként pusztult el. |
| Norfolk-szigeti kecskepapagáj | Cyanoramphus cookii | Veszélyeztetett.                                                       |
| Pennant-papagáj               | Platycercus elegans | Betelepített faj.                                                      |

## Kakukkfélék
| Kakukkfélék      |                      |                  |
| Cuculus pallidus | Cuculus pallidus     | Ritka, véletlen. |
| Fénylő rézkakukk | Chrysococcyx lucidus |                  |
| Hosszúfarkú koel | Urodynamis taitensis | Ritka, véletlen. |

## Gyöngybagolyfélék
| Gyöngybagolyfélék |           |                  |
| Gyöngybagoly      | Tyto alba | Ritka, véletlen. |

## Bagolyfélék
| Bagolyfélék  |                       |                                   |
| Kakukkbagoly | Ninox novaeseelandiae | Kihalt. 1994-ben látták utoljára. |

## Sarlósfecskefélék
| Sarlósfecskefélék       |                       |                  |
| Sertefarkú sarlósfecske | Hirundapus caudacutus | Ritka, véletlen. |
| Keleti sarlósfecske     | Apus pacificus        | Ritka, véletlen. |

## Szalakótafélék
| Szalakótafélék       |                       |                  |
| Kéknyakú csörgőmadár | Eurystomus orientalis | Ritka, véletlen. |

## Jégmadárfélék
| Jégmadárfélék |                     |  |
| Szent halción | Todiramphus sanctus |  |

## Ausztrálposzáta-félék
| Ausztrálposzáta-félék |                |  |
| Szürke bokormadár     | Gerygone igata |  |

## Tüskésfarúfélék
| Tüskésfarúfélék  |                  |                                                                                          |
| Lalage leucopyga | Lalage leucopyga | Kihalt. Az 1918-ban betelepített fekete patkány miatt halt ki. Utoljára 1942-ben látták, |

## Légyvadászfélék
| Légyvadászfélék      |                         |  |
| Aranyhasú légyvadász | Pachycephala pectoralis |  |

## Legyezőfarkú-félék
| Legyezőfarkú-félék  |                     |  |
| Rhipidura albiscapa | Rhipidura albiscapa |  |

## Cinegelégykapó-félék
| Cinegelégykapó-félék        |                     |  |
| Skarlátbegyű cinegelégykapó | Petroica multicolor |  |

## Fecske-félék
| Fecskefélék     |                 |  |
| Hirundo neoxena | Hirundo neoxena |  |

## Pápaszemesmadár-félék
| Pápaszemesmadár-félék           |                        |                             |
| Ezüstös pápaszemesmadár         | Zosterops lateralis    |                             |
| Vékonycsőrű pápaszemesmadár     | Zosterops tenuirostris |                             |
| Norfolk-szigeti pápaszemesmadár | Zosterops albogularis  | Kritikusan veszélyeztetett. |

## Seregélyfélék
| Seregélyfélék                  |                      |                                                 |
| Norfolk-szigeti énekesseregély | Aplonis fusca        | Kihalt. 1975-ben bukkant fel utolsó élő egyede. |
| Pásztormejnó                   | Acridotheres tristis | Ritka, véletlen.                                |
| Seregély                       | Sturnus vulgaris     | Betelepített faj                                |

## Rigófélék
| Rigófélék    |                      |                   |
| Fekete rigó  | Turdus merula        | Betelepített faj. |
| Szigeti rigó | Turdus poliocephalus | Kihalt.           |
| Énekes rigó  | Turdus philomelos    | Betelepített faj  |

## Verébfélék
| Verébfélék |                   |                   |
| Házi veréb | Passer domesticus | Betelepített faj. |

## Pintyfélék
| Pintyfélék  |                     |                   |
| Erdei pinty | Fringilla coelebs   | Ritka, véletlen.  |
| Zöldike     | Carduelis chloris   | Betelepített faj. |
| Tengelic    | Carduelis carduelis | Betelepített faj. |